# 38 cm SKC/34
380-мм корабельная пушка SKC-34 (или SK C/34: SK — нем. Schiffskanone, C — нем. Konstruktionsjahr (год строительства)) была разработана в Германии в конце 30-х годов XX века. Производилась фирмой «Крупп». Аббревиатура SK иногда расшифровывается как Schnelladekanone — Скорострельная пушка, такое обозначение действительно использовалось, но только до конца Первой мировой войны. Такие пушки стояли на вооружении линкоров «Бисмарк» и «Тирпиц». Планировалось оснастить ими линейные крейсера класса «О», а также заменить такими пушками 283-мм орудия на линейных крейсерах «Гнайзенау» и «Шарнхорст», но эти планы не были осуществлены.

## История
«План Z» по перевооружению германского флота предусматривал постройку шести линкоров проекта H-39 — утяжелённой версии класса «Бисмарк», однако после постройки «Бисмарка» и «Тирпица» от линкоров было решено отказаться в пользу подводных лодок. «Крупп» предложил советскому правительству приобрести шесть двухорудийных 380-мм башен для двух тяжёлых крейсеров проекта 69 «Кронштадт». В ноябре 1940 года договор был подписан. Платежи были осуществлены, однако орудий советская сторона так и не получила.

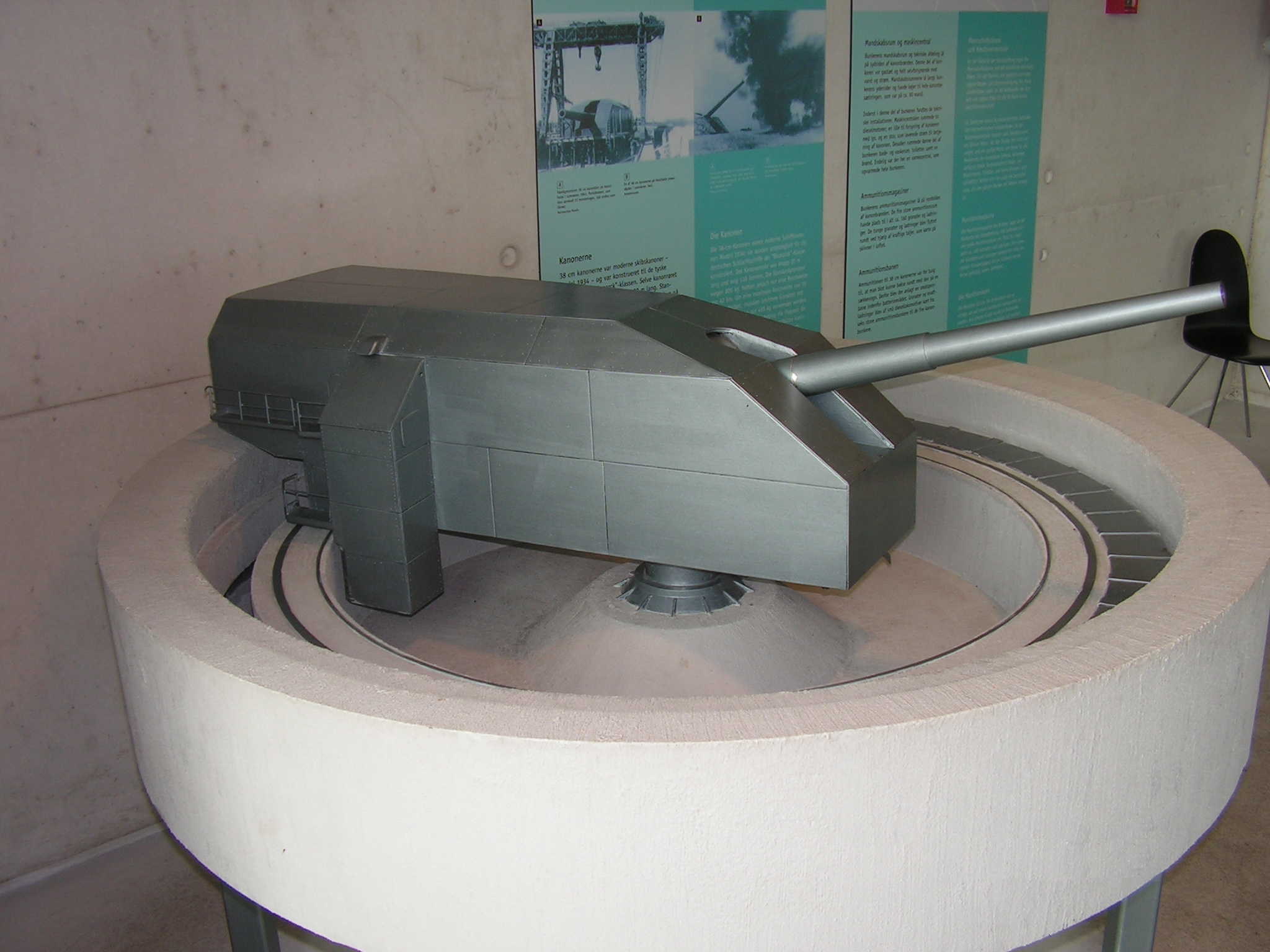
Модель батареи SK C/34 в Ханстхольме

Модификация под названием «Зигфрид» использовалась в качестве орудия береговой артиллерии. Наиболее известна батарея Тодта неподалёку от Кале, пушки которой стреляли по Дуврскому проливу, имелись также батареи в Оксби и Ханстеде (Дания) и в Кристиансанне (Норвегия).
Всего было изготовлено 36 орудий: 16 корабельных, 16 береговых и 4 железнодорожных.

## Характеристики

### Орудие
- Год разработки — 1934
- Год поступления на вооружение — 1939
- Калибр — 380 мм
- Длина ствола — 52 клб (18,405 м)
- Масса орудия — 111 т
- Скорострельность — 2,3 выстрела/мин
- Угол обстрела — до 30° (в корабельном варианте)
- Угол возвышения — до 30° (в корабельном варианте) и 55-60° (береговое орудие)

### Боеприпасы
| Тип                                       |           | Марка снаряда                | Масса взрывного заряда, кг | Масса снаряда, кг | Дульная скорость, м/с | Максимальная дальность стрельбы, м |
| ----------------------------------------- | --------- | ---------------------------- | -------------------------- | ----------------- | --------------------- | ---------------------------------- |
| Морской бронебойный                       | APC L/4,4 | Psgr.L/4,4 (mhb)             | 18,8                       | 800               | 820                   | 36520 (30°) 42000 (52°)            |
| Морской с донным взрывателем              | HE L/4,5  | Spr.gr.L/4.5 Bdz (mhb)       | 32,6                       | 800               | 820                   |                                    |
| Морской с головным взрывателем            | HE L/4,6  | Spr.gr.L/4.6 Kz (mhb)        | 62,4                       | 800               | 820                   |                                    |
| Береговой с головным и донным взрывателем | HE L/4,4  | Spr.gr.L/4.4 Bdz u. Kz (mhb) | -                          | 510               | 1050                  |                                    |
| Специальный береговой Siegfried           | HE L/4,5  | Si.gr.L/4.5 Bdz u Kz (mhb)   | 69                         | 495               | 1050                  | 54900                              |